# Black Veil Brides
Black Veil Brides är ett amerikanskt rockband från Hollywood, Kalifornien. Gruppen bildades ursprungligen i Cincinnati, Ohio år 2006, och består av Andy Biersack (sång), Jake Pitts (sologitarr), Jinxx (kompgitarr, violin) och Christian "CC" Coma (trummor). Black Veil Brides är kända för sitt användande av svart smink, kroppsmålning, svart nitklädsel som inspirerades av Kiss och Mötley Crüe, såväl som ett antal andra 80-tals glam metal-band. De slutade med sminket under slutet av 2012

## Historia

### We Stitch These Wounds (2009–2011)
I september skrev Black Veil Brides, med nuvarande namn, skivkontrakt med det självständiga skivbolaget StandBy Records. Skrivprocessen för en turné och en skiva började genast. I december 2009 inledde bandet sin första USA-turné med titeln "On Leather Wings".
Gruppens debutalbum We Stitch These Wounds släpptes den 13 juli 2010 och sålde över 10 000 enheter under sin första vecka, och nådde plats 36 på Billboards Top 200-lista, samt plats 1 på Billboards Independent-lista. Sent 2010 åkte Black Veil Brides på turné med banden The Birthday Massacre, Dommin och Aural Vampire.
Jason Flom, chef på skivbolaget Lava Records, fick upp ögonen för Black Veil Brides när John Kirkpatrick, chief music officer på Hot Topic, berättade för honom om det otroliga surret som byggdes upp kring bandet, och deras t-shirt sålde näst mest i hela länet vid tidpunkten. Vad som var än mer imponerande var att de hade byggt upp sin stora skara följare på egen hand, såsom att själv betala för sina videos. När Flom sedan hörde deras musik och träffade gruppen, insåg han att de var precis vad han hade letat efter, och berättade senare för HitQuarters:
Flom gjorde senare en deal med Neil Sheehan, grundare av StandBy Records, för att signera bandet till Lava.

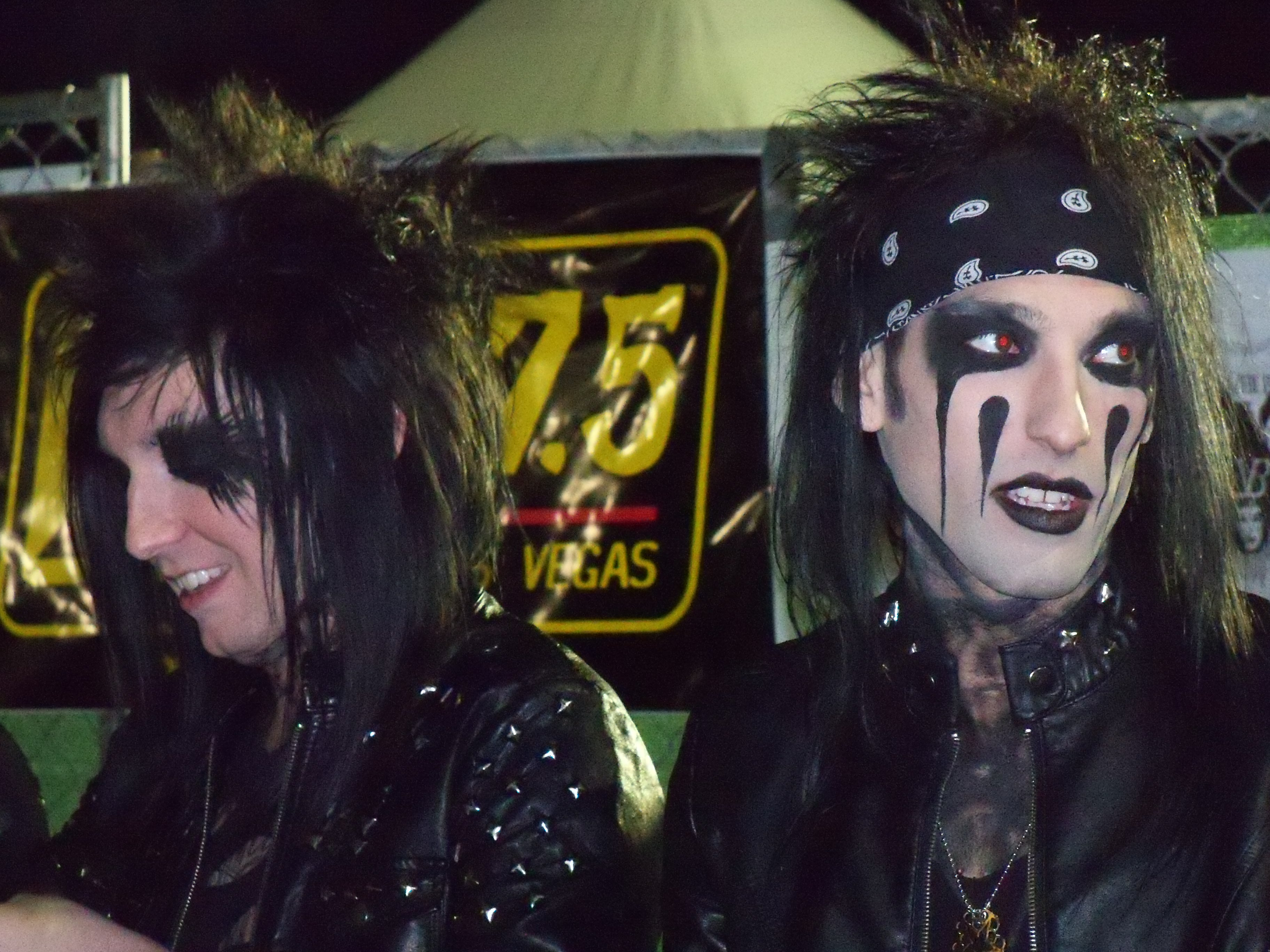
Black Veil Brides-medlemmarna Jake Pitts (vänster) och CC (höger) vid en signering.

Black Veil Brides supportade Murderdolls under deras "God Save the Scream Tour" 2011 och turnerade även runt om i Amerika under AP Tour från den 18 mars till  den 6 maj. Bandet fortsatte till Vans Warped Tour, som satte igång den 24 juni 2011 och avslutades den 14 augusti samma år. Men, den 18 juni ramlade Andy från en pelare medan han uppträdde och bröt sina revben, vilket fick dem att missa den första veckan av turnén. Bandet uppträdde även på festivaler såsom Download Festival i England och Bamboozle. I juni 2011 spelade bandet även på Rock am Ring-festivalen vid racerbanan Nürburgring i Nürburg, Tyskland. Den 20 april avslöjades det att bandet hade vunnit Revovler Magazine's Golden Gods Award för "Bästa nya artist", titeln som Kerrang!s "Bästa nykomling" och nominerades till Kerrang!s "Bästa internationella nykomling".

#### Set the World on Fire
Bandet andra studioalbum, Set the World on Fire släpptes den 14 juni 2011 via Lava Records/Universal Republic. Albumomslaget släpptes i april. Titelspåret från Set the World on Fire planerades att användas i filmen Scream 4. När de fick reda på att låten inte skulle användas i filmen, släppte bandet ett uttalande och en förlängd förhandslyssning. Det gjorde officiellt den 23 maj att låten skulle användas i filmen Transformers: De besegrades hämnd.
Ett snutt av albumets huvudsingel, "Fallen Angels", släpptes sent i april. Den släpptes sedan helt i Storbritannien den 1 maj och i Sverige den 9 maj. USA-releasen sköts fram från 3 maj till 10 maj och släpptes gratis tillsammans med förhandsbokningen av Set the World on Fire på Itunes. Eftersom "Fallen Angels" blev försenad, släppte bandet en förhandslyssning av låten "Youth and Whisky" den 3 maj. Albumets nästa singel blev "The Legacy", tillsammans med en musikvideo filmad av Patrick Fogarty som hade premiär på Youtube den 6 juni 2011. Deras tredje singel från Set the World on Fire blev "Rebel Love Song", som också hade en musikvideo regisserad av Patrick Fogarty. Videon släpptes på Youtube den 19 oktober. Den 25 oktober meddelade bandet att de behövde ställa in turnédatum på grund av "vissa skäl". Det visade sig senare att det var på grund av att Andy hade brutit sin näsa under ett uppträdande. Trots skadan, som var illa nog för folk att märka att han hade svårt att andas och prata, var han fast besluten om att avsluta konserten. Efter ett besök från en läkare, blev han tillsagd att ta det lugnt i några veckor för att läka och vila. De meddelade att de skulle återvända till början av Buried Alive Tour tillsammans med Avenged Sevenfold, Asking Alexandria och Hollywood Undead.
Det meddelades via Andys Twitter att de skulle släppa en EP betitlad "Rebels". De släppte en trailer på Youtube där Andy sågs spela in sången till deras cover-version av låten "Rebel Yell" av Billy Idol, som skulle medverka på EP:n. En annan trailer för EP:n  släpptes, där Andy ger lite mer detaljer om den. Den tredje och sista trailern för EP:n släpptes den 14 november, där Andy går in på detalj om låten "Coffin" som var en överbliven låt från deras tidigare album Set the World On Fire som skulle släppas på EP:n. I en intervju med Chris Droney från Glasswerk National, antydde de att en gäst-gitarrist skulle medverka på EP:n, som visade sig vara Zakk Wylde från Ozzy Osbourne och Black Label Society, som spelar gitarrsolot på cover-versionen av "Unholy", ursprungligen framförd av Kiss. Rebels släpptes den 12 december 2011.

### Wretched and Divine(2012)
En ny Black Veil Brides-låt, betitlad "Unbroken", medverkade på soundtracket till filmen The Avengers, den 1 maj 2012. Låten kommer även att medverka på deras kommande album under 2012.
Angående bandets nästa album, berättade gitarristerna Jinxx och Jake i en intervju med Chris Droney från Glasswerk National att bandet konstant skriver ny musik och planerar att spela in sitt nästa studioalbum i april 2012. Den 18 februari tweetade Jake "Amazing stuff. This next record is going to kick your arses." Under en intervju i februari 2012 meddelade Ashley att bandet tredje studioalbum är planerat att släppas i slutet av 2012. Andy sa i en intervju på Download Festival att "Vi har spelat in tre låtar. Vi har satt en deadline att bli klara med albumet till slutet av augusti. Vi har 20 till 30 låtar skriva och vi begränsar antalet nu. John Feldmann producerar den. Det kommer att bli mer av en punkrock-skiva än någonting vi gjort tidigare. Social Distortion möter Metallica." Den 2 maj hade bandet följande att meddela: "Från och med idag har vi officiellt börjat spela in vårat nya album som kommer att släppas den 30 oktober!" Den 4 september meddelade Andy att de var klara med inspelningen av albumet: "Trackingen är avslutad inför det nya albumet! Fortfarande lite saker att göra klart men jag är så glad, exalterad & stolt över det här albumet!" Den 13 juni släpptes musikvideon till låten "Coffin", från Rebels-EP:n. 
Under hösten 2012 meddelades det att deras tredje studioalbum skulle skjutas fram från 30 oktober 2012 till någon gång i januari 2013. Den 8 oktober avslöjades albumets omslag samt albumets titel, Wretched and Divine: The Story of the Wild Ones. Albumet blev tillgängligt för förhandsbokning den 31 oktober (Halloween). Omslaget för Wretched and Divine målades av Richard Villa, som även målade omslagen för We Stitch These Wounds, Set the World on Fire och Rebels. En låt från det kommande albumet, betitlad "In the End", medverkade som en av signaturlåtarna för WWE:s Hell in a Cell. Bandet kommer att ge sig ut på en nordamerikansk turné vid namn "The Church of the Wild Ones" för att stödja albumet. Låten "In the End" kommer att vara bandets huvudsingel, och finns tillgänglig för nedladdning för alla som förhandsbokar albumet från Itunes. Den 29 oktober offentliggjorde bandet albumets officiella låtlista samt releasedatum.

## Bandmedlemmar
Black Veil Brides bildades år 2006 i Cincinnati, Ohio och bestod då av Andy Biersack, Johnny Herold, Nate Shipp, Chris Riesenberg och Phil Cenedella. Bandet genomgick ett flertal medlemsförändringar (när musikvideon för Knives and Pens släpptes hade de bara tre medlemmar), spelade in We Stitch These Wounds med Andy Biersack, Jake Pitts, Ashley Purdy, Jinxx och Sandra Alvarenga år 2010, och kom till sin nuvarande uppsättning när Sandra Alvarenga lämnade bandet för att gå med i Modern Day Escape då hon ersattes av Christian Coma. Andy är den enda grundande medlemmen som återstår. Under hösten 2019 valde Black Veil Brides och Ashley Purdy att gå skilda vägar.    
| Nuvarande medlemmar - Andy Biersack – basgitarr (tidigt) sång, keyboard, (2006– ) - Jake Pitts – sologitarr (2009– ) - Jeremy "Jinxx" Ferguson – kompgitarr, violin, bakgrundssång (2009– ) - Christian "CC" Coma – trummor, slagverk (2010– ) | Tidigare medlemmar - Ashley Purdy – elbas\|basgitarr, bakgrundssång (2009–2019) - Sandra Alvarenga – trummor, slagverk (2008–2010) - Chris "Hollywood" Bluser – sologitarr, bakgrundssång (2008–2009) - David "Pan" Burton – kompgitarr (2008–2009) - Chris "Craven" Riesenberg – trummor, slagverk (2007–2008) - Nate Shipp – kompgitarr, bakgrundssång (2007–2008) - Johnny Herold – sologitarr (2006–2008) - Phil "Catalyst" Cenedella – basgitarr, bakgrundssång (2006–2008) |

Tidslinje
" * " betecknar att medlemmen även sjöng bakgrundssång under sin tid i musikgruppen

## Diskografi
Studioalbum
- We Stitch These Wounds (2010)
- Set the World on Fire (2011)
- Wretched and Divine: The Story of the Wild Ones (2013)
- Black Veil Brides IV (2014)
- Vale (2018)
- The Phantom Tomorrow (2021)

## Turnéer
Black Veil Brides har turnerat konstant sedan 2009 med noterbara band såsom Avenged Sevenfold, Murderdolls, Asking Alexandria, D.R.U.G.S. och Motionless in White.

### 2009–2010
- On Leather Wings Tour (december 2009)[41][42][43][44]
- Royal Family Tour (med From First to Last, Eyes Set to Kill, Confide och Sleeping with Sirens — mars-april 2010)[45][46][47][48]
- Pins and Needles Tour (med The Birthday Massacre, Dommin och Aural Vampire — 2010)[9][49]
- Sacred Ceremony Tour (med Vampires Everywhere!, Modern Day Escape och Get Scared — juli-augusti 2010)[50]
- Entertainment or Death Tour (med William Control och Motionless in White — oktober-november 2010)[51][52][53]

### 2011
- God Save the Scream Tour (supportade Murderdolls med The Defiled i Storbritannien — februari 2011)[41][54][55][56][57]
- AP Tour (med D.R.U.G.S., I See Stars, VersaEmerge och Conditions — mars-maj 2011)[58][59][60]
- Warped Tour (juni-augusti 2011)[43] Black Veil Brides missade den första veckan av turnén på grund av Andys brutna revben,[14]
- UK Tour (oktober-november 2011)[61] Black Veil Brides missade ett par spelningar på grund av Andys brutna näsa[25][25][62][63]
- Buried Alive Tour (supportade Avenged Sevenfold med Hollywood Undead och Asking Alexandria — november-december 2011)[26]

### 2012–2013
- UK and Ireland Tour (supportade av D.R.U.G.S. — mars-april 2012)[64][65][66]
- European Summer Tour (supportade Slash och Mötley Crüe — juni 2012) Black Veil Brides ställde in sista veckan av European Summer Tour på grund av Andys farfars bortgång.[31][67][68][68]
- The Church of the Wild Ones Tour (förband kommer att avslöjas den 8 december — första etappen: januari; andra etappen: februari-mars 2013)[69]
- Sverige - Stockholm den 29/11 Göteborg den 30/11

## Bakgrundsinformation

### Texter och budskap
Bandets låttexter kretsar kring ämnen riktade mot personer som känner sig utstötta i samhället. Basisten Ashley berättade följande under en intervju angående meddelandet som bandet skickar ut till sina lyssnare: 
| ” | We carry a message of believing in yourself and letting no one tell you otherwise. We stand up for the underdog and the disenfranchised. Anything strange, odd, or unique… we embrace that. So basically standing up for yourself; have fun and live your life how you choose. You only have one life, make the most of it. | „ |

### Bandnamn
Ashley förklarade även innebörden av bandnamnet "Black Veil Brides": 
| ” | Black Veil Brides is a Roman Catholic term used for when a woman marries into the church and gives up all the pleasures of life to devote her life to God. She is then deemed a Black Veil Bride. Sorta’ similar to a rock band where you have to give up many things in pursuit of what you're passionate about or believe in. It also has the dichotomy of the positive and negative. The happiest time in one’s life, could be getting married. And the opposite of that in one’s life would be at a funeral of a loved one. It all tends to fit really well for a dark and heavy rock band. | „ |

## Musikaliska influenser och stil
Black Veil Brides musik har beskrivits av kritiker som heavy metal, glam metal, hårdrock, metalcore och post-hardcore. Bandets influenser inkluderar Kiss, Metallica, Avenged Sevenfold, Mötley Crüe, Poison, AFI, Def Leppard, Skid Row, Misfits och Alkaline Trio.

### Utveckling av musikstil
Black Veil Brides musikstil har ändrats konstant sedan gruppen bildades 2006. När de debuterade med Sex & Hollywood präglades deras sound av post-hardcore/alternativ rock, men stämplades felaktigt som emo på grund av medlemmarnas utseende. Sångaren Andy Biersack hade dock aldrig hört talas om stilen och såg dem som ett  "rock'n'roll"-band. När We Stitch These Wounds gavs ut hade de totalt förändrat sin medlemsuppsättning, sound samt utseende, och stämplades som gothic rock och deras musik liknades vid metalcore och hårdrock med ett överflöd av screaming. Tillsättningen av gitarristen Jake Pitts ledde till gitarrsolon i nästan varje låt. I och med utgivningen av Set the World on Fire och Rebels, ändrade de sitt utseende för att likna 80-talets glam metalband. Samtidigt gjorde de sig av med sina metalcore-skrik till förmån för mer heavy metal-liknande skrik.